# Melrick Africa
Pour les articles homonymes, voir Africa.
Pas d'image ? Cliquez ici

b Matchs officiels uniquement.
Dernière mise à jour le 5 septembre 2018.
Melrick Africa, né le 18 janvier 1978 à Rehoboth en Namibie, est un joueur de rugby à XV namibien. Il joue avec l'équipe de Namibie entre 2003 et 2007, évoluant au poste d'ailier. Il mesure 1,82 m et pèse 82 kg. 
Il a joué deux fois en Coupe du monde pour l'édition 2003 et la coupe du monde 2007.   
Il a inscrit 2 essais décisifs dans le match de qualification contre le Maroc en 2006.

## Clubs
- Reho Falcon  Namibie 2006-2007

## Équipe de Namibie
- 24 sélections avec l'équipe de Namibie
- 12 essais
- 1 transformation
- 62 points
- 1er test match le 14 octobre 2003 contre l'Argentine
- Sélections par année : 6 en 2003, 2 en 2005, 6 en 2006, 10 en 2007.

Coupe du monde: 
- 2007 (4 matchs, 1 comme titulaire (Irlande, France, Argentine, Géorgie))
- 2003 (3 matchs, 1 comme titulaire (Argentine, Irlande, Australie))